# Милена Харито
Милена Харито (на албански: Milena Harito) е албански политик, министър на иновацията и публичната администрация.

## Биография
Родена е на 4 октомври 1966 г. в Тирана. Завършва гимназията „Сами Фрашъри“ в родния си град. През 1989 г. завършва Факултета по социални науки. През 1993 и 1997 г. придобива съответно магистърска и докторска степен по комуникации и информационни технологии от Парижкия университет „Пиер и Мари Кюри“.
През 1989 г. постъпва в Института по информационни технологии в Албания. По-късно работи в европейския изследователски център по телекомуникации на Франс Телеком, а впоследствие оглавява различни департаменти на компанията.
През 2013 г. е избрана за народен представител в Парламента на Албания. Впоследствие е назначена за министър на иновацията и публичната администрация в правителството на Еди Рама.